# Saint-Gervais-en-Belin
Saint-Gervais-en-Belin är en kommun i departementet Sarthe i regionen Pays de la Loire i nordvästra Frankrike. Kommunen ligger i kantonen Écommoy som tillhör arrondissementet Le Mans. År 2022 hade Saint-Gervais-en-Belin 1 991 invånare.

## Befolkningsutveckling
Antalet invånare i kommunen Saint-Gervais-en-Belin
| Referens: INSEE |